# Rákóczi híd
A Rákóczi híd Budapest második legújabb Duna-hídja, Lágymányos és Ferencváros között. Közvetlenül az Összekötő vasúti híd mellett, attól északi irányban található, a Duna 1643,1 folyamkilométerénél. Eredetileg (1995 és 2011 között) a Lágymányosi híd nevet viselte, a köznyelv gyakran ma is így említi.

## Története
A megépítésére az Expo '96 néven megrendezendő világkiállítás kapcsán került volna sor. Szükség volt rá, hogy tehermentesítse Budapest addigi legdélebbi közúti hídját, a Petőfi hidat; valamint össze kellett kötnie az akkor kiépített Hungária körgyűrű déli szektorát, a Könyves Kálmán körutat a dél-budai oldal fejlődő területeivel, főleg a Szerémi és a Budafoki úttal. 1992-ben kezdték el építeni és 1995 októberében adták át a forgalomnak. A híd a Dunaferr Lőrinci Hengermű Kft. által gyártott durvalemezek felhasználásával épült. A gyártást és a szerelést a Ganz Acélszerkezeti Vállalat végezte, az építési munkálatokat Győrfi István vezette.

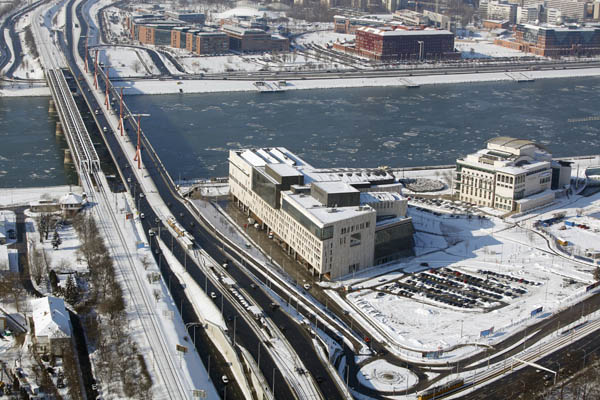
A híd a levegőből 2010-ben. Előtérben a MüPa

Ez volt Budapest dunai közúti hídjai közül az első, amelyik nem egy személyről, hanem földrajzi elhelyezkedéséről kapta a nevét. A Fővárosi Közgyűlés az 1995-ös átadáskor a Szent László híd elnevezés ellenében választotta a Lágymányosi híd nevet. Később felmerült javaslatként a Latinovits Zoltánról, Kossuthról, Szent Istvánról, Mátyás királyról való elnevezés, illetve a Béke hídja név is. A Fővárosi Közgyűlés 2011. április 27-ei ülésén javasolta a Földrajzinév-bizottságnak, hogy a híd új neve „a jeles magyar történelmi családról” Rákóczi híd legyen. Ezt a bizottság 2011 augusztusában egyhangúlag elfogadta.
Pesti hídfőjétől északra épült fel 2002-ben a Nemzeti Színház új épülete és 2005-ben a Művészetek Palotája.
Budai hídfője mellett jött létre az Infopark és az ELTE és BME új közös campusa. A lágymányosi egyetemi és informatikai negyed többi modern épületét többnyire híd átadása utáni években építették fel.
A hídon alkalmazott festék minőségi hibás volt, a kezdetektől fogva hámlott. A híd pilonjait és korlátait 2011 őszén újrafestették, a híd alján azonban meghagyták az eredeti, foltokban hiányos festést. 2013 júniusában nyilvánosságra került, hogy a híd tükrös-reflektoros rendszerű világítása elhasználódott. Az átadás óta a tükrökről a foncsor lepergett, emiatt a híd megvilágítása 10%-a lett az előírtnak.
A híd világításának felújítása 2014 novemberében befejeződött. Az 5 db 35 m magas pilonra oldalanként 6-6, összesen 60 db Indal Luma (Philips BGP 625 Luma 2) típusú, darabonként 211 W névleges villamos teljesítmény felvételű LED lámpatestet szereltek fel. A számítások szerint az új, korszerű világítás fogyasztása fele a korábbi értékének. A világítótestek várható élettartama 24 év.

## Villamosvonal
Bár a hídon már a kezdetektől fogva tervezték az 1-es villamos átvezetését és a helyet meghagyták a villamosvágányoknak a híd közepén, a vágányokat nem fektették le. Pótlására a BKV 1996 szeptemberében indította el a 103-as jelzésű buszjáratot, ami a villamos 2015-ös dél-budai hosszabbításáig közlekedett itt. A villamos ideiglenesnek tervezett végállomása 2000-ben a pesti hídfőhöz került, a villamosvonal felújításáig ott is maradt. A hídon keresztül a a Fehérvári útig tartó vonalszakasz az 1-es villamos felújításával együtt épült meg, átadását 2015 január végére tervezték. Azonban a Nemzeti Közlekedési Hatóság kiegészítő vizsgálatokat írt elő a hídra, mivel a híd átadása előtti próbaterhelést csak közúti járművekkel tudták elvégezni. Így nem lehet biztosan tudni, vajon hogyan fog viselkedni a hídszerkezet az eredeti tervekhez képest nehezebb és gyorsabb villamosokkal. A vonal új szakaszának átadása emiatt néhány hónapot csúszott. 2015. január 26-án az 1-es villamos új szakaszának próbafutásai során először kelt át villamos a Rákóczi hídon, 2015. február 15-én pedig megtörtént a vonal átadásához előírt újabb próbaterhelés, melynek során 1000 tonnával (négy villamossal és húsz megrakott tehergépjárművel) terhelték a hidat. 2015. március 20-án átadták a villamos meghosszabbított szakaszát. A 103-as busz útvonalát ennek megfelelően a Hengermalom útig rövidítették, majd 2022-ben teljesen megszüntették.
A híd villamospályáján engedélyezett sebesség: 50 km/h.